# 言って。
「言って。 」（いって。、英: Say it）は、日本のロックバンドヨルシカの楽曲。この楽曲は2017年6月28日にU＆R recordsより発売された1st Mini Album『夏草が邪魔をする』に収録されている。

## 概要

### 記録
- ミュージックビデオの再生回数が2021年7月27日付けで、1億回を突破[2]。